# Анджело Скиавио
Анджело Скиавио (на италиански: Angelo Schiavio) е бивш италиански футболист-национал, нападател и треньор.

## Кариера
В своята професионалната кариера е играл само за отбора на ФК Болоня през периода 1922-1938 г. (337 мача 247 гола). За националния отбор на своята страна дебютира през 1925 г. До 1934 г. изиграва 21 мача с отбелязани 15 гола. През периодите 1953 - 1956 г. и 1957 - 1958 г. е треньор на националния отбор на Италия. Носител на златен медал от Световното първенство през 1934 г. и на бронзов от олимпийските игри през 1928 г.

## Отличия

### Отборни
Болоня
- Серия А: 1924/25, 1928/29, 1935/36, 1936/37
- Купа Митропа: 1932, 1934

### Международни
Италия
- Олимпийски бронзов медал: 1928
- Световно първенство по футбол: 1934
- Купа на Централна Европа по футбол: 1927/30, 1933/35

### Индивидуални
- Голмайстор на Серия А: 1931/32 (25 гола)[2]
- Сребърна обувка: 1934
- Зала на славата на Италия по футбол: 2012 (посмъртно)[3]